# 페루 U-20 축구 국가대표팀
페루 U-20 축구 국가대표팀(스페인어: selección de fútbol sub-20 de Perú)은 페루를 대표하는 20세 이하의 축구 국가대표팀으로, 페루의 축구 관리 기관인 페루 축구 연맹의 관리를 받는다. 2024년 기준으로 FIFA U-20 월드컵 참가 기록이 없으며, CONMEBOL U-20 축구 선수권 대회에는 총 29번 참가했다.